# 53. ceremonia wręczenia Oscarów
53. ceremonia rozdania Oscarów odbyła się 31 marca 1981 roku w Dorothy Chandler Pavilion w Los Angeles.

## Wykonawcy piosenek
- „Fame” – Irene Cara
- „9 to 5” – Dolly Parton
- „On the Road Again” – Willie Nelson
- „Out Here on My Own” – Irene Cara
- „People Alone” – Dionne Warwick

## Laureaci

### Najlepszy film
- Ronald L. Schwary – Zwyczajni ludzie
- Bernard Schwartz – Córka górnika
- Jonathan Sanger – Człowiek słoń
- Irwin Winkler, Robert Chartoff – Wściekły Byk
- Claude Berri, Timothy Burrill – Tess

### Najlepszy aktor
- Robert De Niro – Wściekły Byk
- John Hurt – Człowiek słoń
- Robert Duvall – Wielki Santini
- Peter O’Toole – Kaskader z przypadku
- Jack Lemmon – Haracz

### Najlepszy aktor drugoplanowy
- Timothy Hutton – Zwyczajni ludzie
- Michael O’Keefe – Wielki Santini
- Jason Robards – Melvin i Howard
- Judd Hirsch – Zwyczajni ludzie
- Joe Pesci – Wściekły Byk

### Najlepsza aktorka
- Sissy Spacek – Córka górnika
- Gena Rowlands – Gloria
- Mary Tyler Moore – Zwyczajni ludzie
- Goldie Hawn – Szeregowiec Benjamin
- Ellen Burstyn – Zmartwychwstanie

### Najlepsza aktorka drugoplanowa
- Mary Steenburgen – Melvin i Howard
- Diana Scarwid – Inside Moves
- Eileen Brennan – Szeregowiec Benjamin
- Cathy Moriarty – Wściekły Byk
- Eva Le Gallienne – Zmartwychwstanie

### Najlepsza scenografia i dekoracje wnętrz
- Pierre Guffroy i Jack Stephens – Tess
- John W. Corso i John M. Dwyer – Córka górnika
- Stuart Craig, Robert Cartwright i Hugh Scaife – Człowiek słoń
- Yoshirō Muraki – Sobowtór
- Norman Reynolds, Leslie Dilley, Harry Lange, Alan Tomkins i Michael Ford – Gwiezdne wojny: część V – Imperium kontratakuje

### Najlepsze zdjęcia
- Geoffrey Unsworth, Ghislain Cloquet – Tess
- Néstor Almendros – Błękitna laguna
- Ralf D. Bode – Córka górnika
- James Crabe – Wzór
- Michael Chapman – Wściekły Byk

### Najlepsze kostiumy
- Anthony Powell – Tess
- Patricia Norris – Człowiek słoń
- Anna Senior – Moja wspaniała kariera
- Jean-Pierre Dorléac – Gdzieś w czasie
- Paul Zastupnevich – Gdy czas ucieka

### Najlepsza reżyseria
- Robert Redford – Zwyczajni ludzie
- David Lynch – Człowiek słoń
- Martin Scorsese – Wściekły Byk
- Richard Rush – Kaskader z przypadku
- Roman Polański – Tess

### Pełnometrażowy film dokumentalny
- Murray Lerner – Od Mao do Mozarta
- Ross Spears – Agee
- Jon Else – The Day After Trinity
- David Bradbury – Front Line
- Bengt von zur Mühlen i Arthur Cohn – Żółta gwiazda

### Krótkometrażowy film dokumentalny
- Roland Hall, Peter W. Ladue – Karl Hess: Toward Liberty
- John Watson, Pen Densham – Don’t Mess with Bill
- George Casey – The Eruption of Mount St. Helens!
- Dick Young – It’s the Same World
- Richard Hawkins, Jorge Preloran – Luther Metke at 94

### Najlepszy montaż
- Thelma Schoonmaker – Wściekły Byk
- Arthur Schmidt – Córka górnika
- David E. Blewitt – Konkurs
- Anne V. Coates – Człowiek słoń
- Gerry Hambling – Sława

### Najlepszy film nieangielskojęzyczny
- ZSRR: Moskwa nie wierzy łzom, reż. Władimir Mieńszow
- Węgry: Zaufać, reż. István Szabó
- Francja: Ostatnie metro, reż. François Truffaut
- Japonia: Sobowtór, reż. Akira Kurosawa
- Hiszpania: Gniazdo, reż. Jaime de Armiñán

### Najlepsza muzyka
- Michael Gore – Sława
- John Corigliano – Odmienne stany świadomosci
- John Morris – Człowiek słoń
- John Williams – Gwiezdne wojny: część V – Imperium kontratakuje
- Philippe Sarde – Tess

### Najlepsza piosenka
- „Fame” – Sława – muzyka: Michael Gore; słowa: Dean Pitchford
- „People Alone” – Konkurs – muzyka: Lalo Schifrin; słowa: Will Jennings
- „Out Here on My Own” – Sława – muzyka: Michael Gore; słowa: Lesley Gore
- „On the Road Again” – Honeysuckle Rose – Willie Nelson
- „Nine to Five” – Od dziewiątej do piątej – Dolly Parton

### Najlepszy dźwięk
- Bill Varney, Steve Maslow, Gregg Landaker i Peter Sutton – Gwiezdne wojny: część V – Imperium kontratakuje
- Arthur Piantadosi, Les Fresholtz, Michael Minkler, Willie D. Burton – Odmienne stany świadomości
- Richard Portman, Roger Heman Jr., James R. Alexander – Córka górnika
- Michael J. Kohut, Aaron Rochin, Jay M. Harding, Christopher Newman – Sława
- Donald O. Mitchell, Bill Nicholson, David J. Kimball, Les Lazarowitz – Wściekły Byk

### Najlepsze efekty specjalne (Nagroda specjalna)
- Brian Johnson, Richard Edlund, Dennis Muren i Bruce Nicholson – Gwiezdne wojny: część V – Imperium kontratakuje

### Krótkometrażowy film animowany
- Ferenc Rofusz – Mucha
- Michael Mills – History of the World in Three Minutes Flat
- Frédéric Back – Tout rien

### Krótkometrażowy film aktorski
- Lloyd Phillips – The Dollar Bottom
- Robert Carmichael, Greg Lowe – Fall Line
- Sally Heckel – A Jury of Her Peers

### Najlepszy scenariusz oryginalny
- Bo Goldman – Melvin i Howard
- W.D. Richter, Arthur A. Ross – Więzień Brubaker
- Christopher Gore – Sława
- Jean Gruault – Wujaszek z Ameryki
- Nancy Meyers, Charles Shyer, Harvey Miller – Resurrection

### Najlepszy scenariusz adaptowany
- Alvin Sargent – Zwyczajni ludzie
- Jonathan Hardy, David Stevens, Bruce Beresford – Sprawa Moranta
- Thomas Rickman – Córka górnika
- Christopher De Vore, Eric Bergren, David Lynch – Człowiek słoń
- Lawrence B. Marcus, Richard Rush – Kaskader z przypadku

### Oscar Honorowy
- Henry Fonda – za całokształt pracy aktorskiej